# Фуэст, Роберт
Роберт Фуэст (англ. Robert Fuest; 30 сентября 1927 — 21 марта 2012) английский кинорежиссер, сценарист и художник-постановщик, работавшим в основном в фильмах ужасов, фэнтези и жанре саспенс.

## Биография
Родившийся в Лондоне, Фуэст служил в послевоенной Германии в Королевских ВВС, перевозя уголь по воздуху через Берлинскую стену, после чего он поступил в Художественные школы Уимблдона и Хорнси. Некоторое время он читал лекции в Саутгемптонском колледже искусств. Фуэст также работал барабанщиком в группе разогрева Криса Барбера и Джорджа Мелли.
В начале шестидесятых Фуэст разрабатывал декорации для телевизионных программ (таких как Игра недели ITV и Театр в кресле). Именно во время работы над первым сезоном «Мстители» для режиссёра Питера Хаммонда Фуэст увлекся режиссурой. Позже (в комментарии на DVD к эпизоду «Игра» сериала «Мстители») Фуэст признавался, что визуальный стиль Хаммонда оказал на него большое влияние и открыл ему стилистические возможности кино и телевидения. В 1965 году он предоставил материал для комедийного скетч-шоу Питера Кука и Дадли Мура «Не только... но также».
Сценарий его первого фильма, Совсем как женщина (1967), был написан для популярной актрисы Венди Крэйг. Эта работа привлекла к молодому режиссёру внимание продюсера «Мстителей» Альберта Фэннэла, который предложил Фуэсту возможность снимать эпизоды для своего сериала (всего Фуэст, снял семь серий: «Моя самая смелая мечта», «Игра», «Они продолжают убивать коня», «Гнильцы», «Отведи меня к своему лидеру», «Пандора» и «Захват»). Когда позже сериал был возрожден как «Новые мстители», Фуэста пригласили снять ещё два эпизода («Прикосновение Мидаса» и «Повесть о большом Почему»). В дальнейшей работе на телевидении Фуэст занимался постановками по обе стороны Атлантики (включая такие проекты как Месть степфордских жён, ABC Weekend Special, ABC Afterschool Specials, Погоня за Думболтом, C.A.T.S. Eyes, За гранью мира и Оптимист).
В 1970 году Фуэст получает кресло режиссёра на съёмках новой экранизации классического романа Эмили Бронте Грозовой перевал с Тимоти Далтоном в роли Хитклиффа. Как и в версии 1939 года, здесь показаны только первые шестнадцать глав, заканчивающихся смертью Кэтрин Эрншоу Линтон, и опущены испытания ее дочери, сына Хиндли и сына Хитклиффа.
В более поздних картинах Фуэста заметную роль играет черный юмор. В этом ключе исполнен фильм И скоро тьма (1970), саспенсовый триллер о двух англичанках, которые совершают велосипедную прогулку по сельской местности во Франции, не подозревая, что их преследует убийца. Сценарий к фильму был предложен сценаристами «Мстителей» Брайаном Клеменсом и Терри Нэйшном.
Среди несомненных заслуг Роберта Фуэста — культовом фильме Ужасный доктор Файбс (1971) и его продолжении: Возвращение доктора Файбса (1972) (сценарий которого Фуэст написал в соавторстве). Фильмы про Файбсс продемонстрировали прекрасное режиссёрское чутье Фуэста, яркое понимание искусства поп-арта и подарили Винсенту Прайсу одну из самых любимых его ролей Фильм так же включен Стивеном Кингом в список 100 наиболее значительных картин жанра ужасов с 1950 по 1980 год. В том же ключе была снята следующая картина Фуэста «Конечная программа» (1973), где помимо режиссуры Фуэст также написал сценарий и оформил декорации.
В США Фуэст был вынужден отойти от канонов английского юмора и обратиться к популярной в тогдашнем кино теме сатанизма. В Мексике им был снял нелепый, но красочный фильм ужасов Дьявольский дождь (1975). Это был один из нескольких второстепенных фильмов, в которых Уильям Шатнер снялся между оригинальным телесериалом "Звездный путь" (1966—1969) и одноименным кинофильмом (1979). Среди других актеров в картине приняли участие Том Скерритт, Эрнест Боргнайн, Эдди Альберт, Ида Лупино, Кинан Винн и молодой Джон Траволта, дебютировавший в кино во второстепенной роли. Сатанист Антон Лавей, который считается техническим консультантом фильма, также появился в нем в небольшой роли. Несмотря на серьезную подготовку, фильм получил такие разгромные отзывы, что фактически положил конец карьере режиссёра, Фуэст оказался вынужден руководить анонимной телевизионной работой. Его единственный последующий релиз в кино — Афродита (1982), софткоровая лента, снятая в Греции.
Выйдя на пенсию, он сосредоточился на своей страсти к живописи (он выставлялся в Королевской академии с 1951 года), а также читал лекции в Лондонской международной киношколе. Фуэст умер в возрасте 84 лет, спустя 42 года после выхода своей последней кинокартины.

## Избранная фильмография
- Совсем как женщина (1967)
- Грозовой перевал (1970)
- И скоро наступит тьма (1970)
- Ужасный доктор Файбс  (1971)
- Возвращение доктора Файбса  (1972)
- Конечная программа (1973)
- Адский дождь (1975)
- Три опасные дамы (1977)
- Месть степфордских жен (1980)
- Афродита (1982)